# HD 223991
HD 223991，又名CD-2716479，SAO 192231、HR 9044，是一颗恒星，视星等为6.35，位于銀經30.05，銀緯-77.3，其B1900.0坐标为赤經23h 49m 11.4s，赤緯-27° -77.3′ 58″。